# Pierre Amédée Jaubert

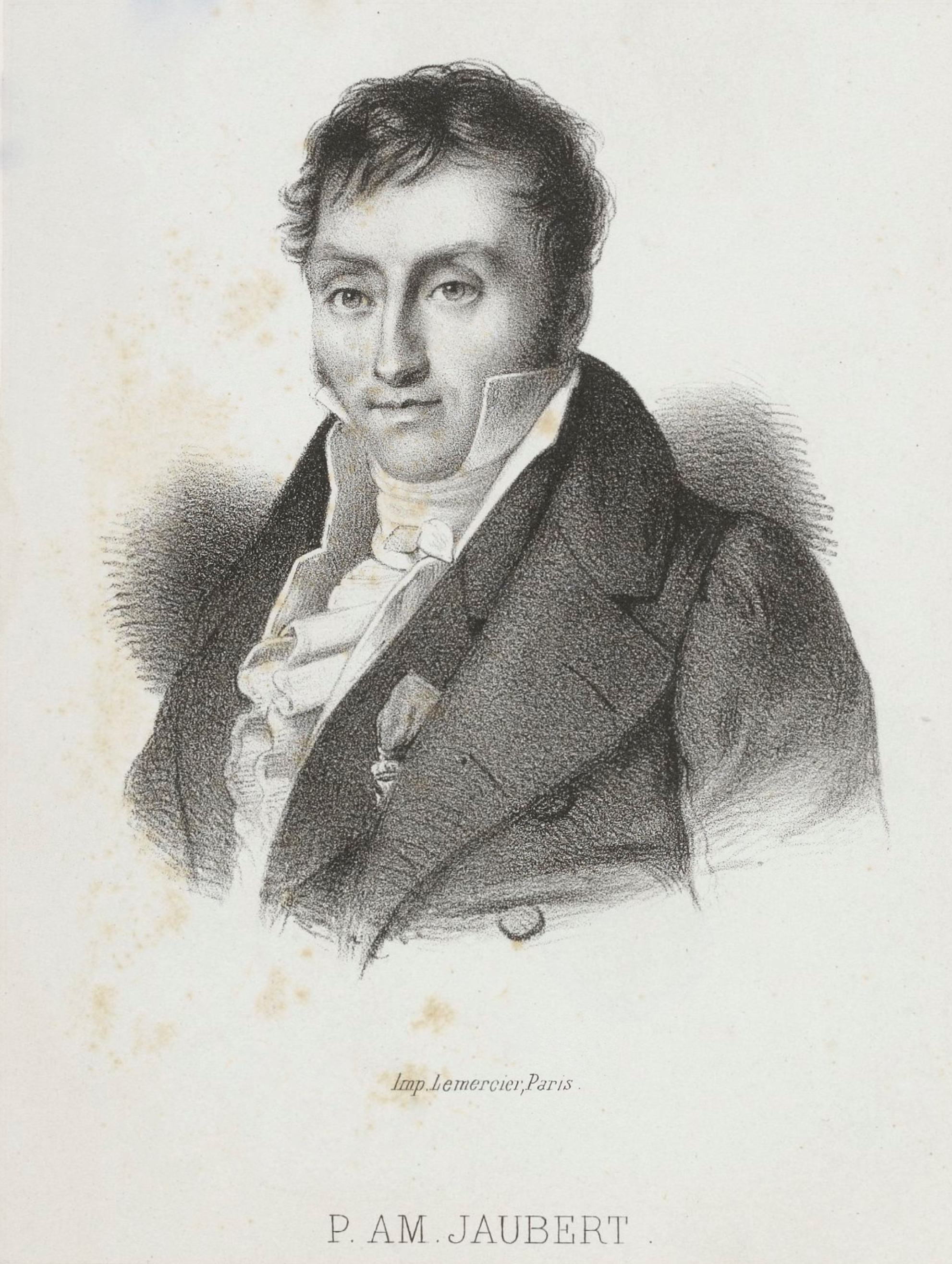
Pierre Amédée Jaubert

Pierre Amédée Emilien Probe Jaubert (Aix-en-Provence, 3 juni 1779 - Parijs, 28 januari 1847) was een Frans ontdekkingsreiziger, oriëntalist, diplomaat en politicus.
Jaubert was een leerling van de filosoof en arabist Antoine-Isaac Silvestre de Sacy. Tijdens de Franse invasie van Egypte (1798-1799) trad hij op als vertaler voor Napoleon Bonaparte. Bij terugkomst bekleedde hij verschillende regeringsposten. In 1802 vergezelde hij Horace Sébastiani op zijn missie naar het Oosten. In 1804 reisde hij met Sébastiani mee naar Ottomaans Istanboel.
In 1805 werd hij uitgezonden naar de Kadjaren in Perzië, waar hij een alliantie met sjah Sjah Fath'Ali Kadjar moest regelen. Hij werd echter onderweg gevangengenomen en vier maanden lang in een droge waterbak vastgehouden door de pasja van Doğubeyazıt. Nadat de pasja overleed, werd Jaubert vrijgelaten en kon hij zijn missie alsnog voltooien. Daarna voegde hij zich bij Napoleon in het Hertogdom Warschau in 1807.
Net voor de val van Napoleon werd Jaubert  benoemd tot ambtsdrager in Constantinopel. De restauratie van de Bourbons betekende echter een voorlopig einde aan zijn carrière, totdat hij in 1818 met regeringssteun een reis naar Tibet ondernam. Op zijn terugreis nam hij 400 Kasjmirgeiten mee terug naar Frankrijk.
Jaubert besteedde de rest van zijn leven aan studie, schrijven en onderwijzen. Hij werd professor Perzisch aan het Collège de France en directeur van de École des langues orientales. In 1830 werd hij gekozen als lid van de Académie des inscriptions. In 1841 werd hij Pair van Frankrijk en lid van de Conseil d'État. Hij publiceerde meerdere artikelen in het Journal Asiatique, Voyage en Arménie et en Perse en Elements de la grammaire turque.